# 대이초등학교
대이초등학교는 대한민국 경상북도 포항시 남구 대이동에 있는 초등학교다.

## 학교 연혁
- 2004.10.02 대이초등학교 설립인가
- 2007.02.05 대이초등학교 공사 준공
- 2007.03.01 초대 장혁대 교장 취임(교직원 21명 부임)
- 2007.03.02 2007학년도 시업식, 입학식 거행, 14학급 편성(476명)
- 2007.03.05 대이초등학교 병설유치원 개원(23명)
- 2008.03.01 경상북도교육청 영어교육 시범학교 지정
- 2009.07.08 강당(아해마당) 개관
- 2012.12.12 학교평가 우수상 수상
- 2014.09.01 제4대 최규식 교장선생님 취임
- 2015.02.13 제8회 졸업식(졸업생수 남25, 여31 계 56명)
- 2015.03.01 17학급 편성(일반16, 특수1, 유치원1)
- 2018.03.01 15학급 편성(일반13, 특수1, 유치원1)